# Linglestown
Linglestown és una concentració de població designada pel cens dels Estats Units a l'estat de Pennsilvània. Segons el cens del 2000 tenia 6.414 habitants.

## Demografia
Segons el cens del 2000, Linglestown tenia 6.414 habitants, 2.508 habitatges, i 1.908 famílies. La densitat de població era de 662,2 habitants/km².
Dels 2.508 habitatges en un 32,6% hi vivien nens de menys de 18 anys, en un 63,6% hi vivien parelles casades, en un 9,3% dones solteres, i en un 23,9% no eren unitats familiars. En el 20,4% dels habitatges hi vivien persones soles el 7,4% de les quals corresponia a persones de 65 anys o més que vivien soles. El nombre mitjà de persones vivint en cada habitatge era de 2,55 i el nombre mitjà de persones que vivien en cada família era de 2,95.
Per edats la població es repartia de la següent manera: un 23% tenia menys de 18 anys, un 6% entre 18 i 24, un 30% entre 25 i 44, un 27,9% de 45 a 60 i un 13,1% 65 anys o més.
L'edat mediana era de 40 anys. Per cada 100 dones de 18 o més anys hi havia 90,7 homes.
La renda mediana per habitatge era de 52.650 $ i la renda mediana per família de 59.398 $. Els homes tenien una renda mediana de 41.536 $ mentre que les dones 30.064 $. La renda per capita de la població era de 24.347 $. Entorn de l'1,9% de les famílies i el 2,2% de la població estaven per davall del llindar de pobresa.

## Poblacions properes
El següent diagrama mostra les poblacions més properes.